# Allotjament de maquinari
L'allotjament de maquinari o el Housing (en anglès: Colocation Center) és un servei on el proveïdor ofereix al client la possibilitat d’allotjar les seves màquines dins d’un centre de processament de dades, on es compleixen una sèrie de condicions per tal de garantir el bon funcionament d’aquestes.

## Beneficis
L’allotjament de maquinari és una bona opció per les empreses mitjanes relacionades en Internet, ja que els permet beneficiar-se d’una infraestructura que els ajuda a treure gran rendiment de les seves màquines. Sinó necessitarien crear el seu propi centre de processament de dades i aquesta opció és inassolible econòmicament per una mitjana empresa.

## Serveis
Serveis que ofereix el proveïdor:
- Subministrament d’energia elèctrica sense interrupcions
- Una refrigeració adequada
- Espai i infraestructura necessària per col·locar el maquinari
- Connexió a la xarxa d’alta capacitat i disponibilitat

## Administració i manteniment
El proveïdor haurà de garantir al client disponibilitat total alhora d’accedir a les seves màquines físicament, per tal de poder administrar els seus sistemes.
Per altra banda, el proveïdor també tindrà accés total per poder dur a terme les tasques d'administració i manteniment pròpies del centre de processament de dades.

## Seguretat
La seguretat tindrà una gran importància dins d’un centre de processament de dades on s'allotgin diversos clients, ja que el fet que tots els clients tinguin accés físic pot comprometre la seguretat.
El proveïdor, per tal de garantir l’accés físic a les instal·lacions en qualsevol moment del dia a tots els clients, ha de prendrà mesures de seguretat molt estrictes quant a l’accés, per a controlar que cada client accedeixi exclusivament a les seves màquines i connexions.

## Energia
Les instal·lacions generalment tenen generadors que s'encenen automàticament quan falla l’alimentació normal, i típicament utilitza gasoil. Aquests generadors poden tenir diferents nivells de redundància, segons la instal·lació. Els generadors no s'inicien instantàniament, de manera que les instal·lacions solen tenir sistemes de reserva amb bateries. En moltes instal·lacions, l’operador de la instal·lació proporciona inversors de grans dimensions per proporcionar alimentació de CA a les bateries. En alguns casos, els clients poden instal·lar SAIs petits en els seus armaris.
Alguns clients opten per utilitzar equips alimentats directament per bancs de bateries de 48 VDC (nominal). Això pot proporcionar una millor eficiència energètica i pot reduir el nombre de parts que poden fallar, tot i que la tensió reduïda augmenta considerablement el corrent necessari i, per tant, la mida (i el cost) del cablejat de subministrament. Una alternativa a les bateries és un motor–generador connectat a un volant d'inèrcia i un motor dièsel.
Moltes instal·lacions poden proporcionar fonts d’alimentació redundants, l'energia A i B s'envia a l'equip dels clients, i els servidors de gamma alta i els equips de telecomunicacions sovint poden tenir dues fonts d’alimentació instal·lades.
Les instal·lacions de vegades estan connectades en diverses seccions de la xarxa elèctrica general per obtenir una fiabilitat addicional.